# ダウンタウン熱血べーすぼーる物語
『ダウンタウン熱血べーすぼーる物語』（ダウンタウンねっけつべーすぼーるものがたり）は、1993年12月17日にテクノスジャパンより発売された、スーパーファミコン用ゲームソフト。正式名称は「ダウンタウン熱血べーすぼーる物語 ～野球で勝負だくにおくん～」。
従来の「くにおくんシリーズ」とは異なり、本作の主人公はくにおの後輩・姿三十朗である。シリーズの特徴であるケンカスポーツゲームではあるが、今回は9割方正規の野球のルールに則っている。ただし投球・捕球・走塁・タッチ・打球に各々必殺技があり、野手やランナー（まれに審判）を吹っ飛ばすことが許されている。また、パワーアップアイテムの使用も許されている。対人戦でそれらを使用した駆け引きが可能だが、一方でプレイに害のあるバグも多い。

## ストーリー
大会優勝候補の熱血高校野球部はまさかの初戦敗退を喫した。病弱な野球部マネージャー・朝野里佳はショックで入院してしまい、里佳の恋人で野球部主将の立花辰巳も引退、部員も次々と辞めた野球部は解散を余儀なくされた。
そんな折、藤堂グループ主催で「熱血野球大会」が開催されることとなった。実はこれは、くにおが野球をやったことのないことを知り、野球で彼を叩きのめそうとする藤堂護の策略であった。
野球部の惨状を見たくにおの後輩・姿三十朗は、この大会で優勝することによって里佳を元気付け、あわよくばハートをゲットしてしまおうと考える。ところが野球を知らない川上先生が監督就任、くにおは急用で大会不参加（漫画版ではアメリカでストリートバスケに参戦している）、恋敵・立花の急遽参戦と逆風が続く。姿が落胆する中、熱血野球大会が開幕する。

## 参加チーム

### 熱血高校
投打のバランスは取れているが、絶対的な打者は少ない。
- すがた さんじゅうろう - たちばなの代わりに主将を務める。荒削りだが持ち前の根性でカバー。
- ななせ はるか - すがたの親友。至って温厚な性格で人望もあり、打力はたちばな・はまさきにも匹敵する好打者。守備は打球を叩き落す必殺技を持つなど巧さの目立つ遊撃手。攻守の柱。
- たちばな たつみ - 野球部元主将。一旦は野球から身を引くがある決意を胸に急遽参戦。投打ともに実力者で、外野手の前で急速に落ちる「ドライブ打」を持ち、クイック投法が豊富。ピンチに強く、投手時ランナーを出していると球威がかなり上がる。
- いちじょう はやと - 高校デビューを果たそうとしている元いじめられっ子。非力で打撃は苦手だが足はそこそこ速く、バントも得意。
- あかい しんご - 投打共にそこそこの実力。『いけいけ熱血ホッケー部』にも登場していた元野球部員。左打ち。
- かげたに さぶろう - 打力はないが、守備はまずまず。
- とどろき ゆう - 外野手。俊足。打球を体で止める必殺技を持つ守備型の選手。
- かざまつり れいじ - 外野手。チーム一の俊足。珍しいアンダースローの投手でもあるが、球威はない。
- はまさき ゆきお - 捕手。足は遅いが、強肩強打のスラッガー。
- たかみね のぼる - 肩は強い。「きあい打」を持つ。
- もりもと けんいち - 控えの選手。投手もできるが荒れ球で、野手としても力不足。チームで唯一根性が無い。
- にった いしまつ - 足が遅く守備も苦手だがパワーはある。ここ一番の代打に役立つ。
- さえき じゅん - 平均的な力をもつ。
- みどりむら まさる - 守備はやや苦手だがバントが上手い。
- くにお - 遅れて現れるヒーロー。攻守の大黒柱となる。投球フォームは「天馬投法」だが、モーションが大きいために盗塁されやすい。
- 監督 かわかみ のぼる - 数学教師。野球をほとんど知らないが監督になってしまう。
- マネージャー あしの くにこ - 元スケ番。くにおの追っかけ。
- 応援チアガール ももぞの さとみ - すがたに恋心を抱く。

### 花園高校
元野球部わしおに、りきが声をかけてチームに引き込んだ。荒っぽい選手が多いチームだがチームの結束は固い。
- さめじま りき - くにおのライバル。足は遅いがパワーは抜群。投球フォームはトルネード投法だが、モーションが大きく盗塁されやすい。
- わしお しゅうじ - 野球部のエースだったがとある理由により退部、りきの勧誘で参戦する。投手として非常に安定した実力を持つ。打撃と守備も抜群で、投球だけでなく攻守の面でも頼りになるクリーンナップ＆エース。
- さおとめ ひかる - 優れたパワー・スピード・ルックスを兼備する爽やかな実力者。投打共にオーラをまとった必殺技を持つ。俊足巧打型。
- よしの みつあき - 吹奏楽部員だが生まれつきの足の速さに目を付けられ、野球大会でもりきに再び勧誘される。チームでは貴重な俊足の選手。バントも上手い。
- まえだ とおる - 非常に足が遅く守備も苦手だが、一発のパワーがある。
- しみず こういち- 守備は苦手で肩もあまり強くないが、ミート力が高く意外なヒットを打つこともある。
- いしやま かんじ - 打力はまずまず。
- くらた だいご - 守備はまずまず。
- みたむら しんぱち - 守備はまずまず。
- こんどう いっかく - 控え投手だが球種は少ない。むしろ打撃の方が上手い。
- あらい しんた - 肩と打力が弱い。
- ごう ひさし - 打力が弱い。
- なかむら なおき - 肩と打力が弱い。
- しらい まこと - 攻守共にそこそこの実力。投手もできるが球威はない。
- 監督 ふくしま けんたろう - 紫色のリーゼントが特徴的なツッパリ監督。
- マネージャー しまだ まみ - りきの彼女。今回はチアガールではない。
- 応援チアガール にしの たまえ - 宝陵にしの監督の姪。

### 宝陵高校
ごうだの妹に惚れたむらさきが、彼女の気を引く為に主将を買って出た。主将は譲ったが、勿論ごうだも健在。チームの打撃力は凄まじいが控え選手の層が薄い。攻撃要員と守備要員がハッキリしている（なみきは当時のテクノスジャパンのスタッフの名前である）。
- むらさき こじろう - 両投両打の珍しい選手。投手として最高レベルのキレと制球力を誇るが、モーションが長く盗塁されやすい。投球では「ブレードシュート」を、打撃では「飛翔斬り」を必殺技に持つ。
- ごうだ つよし - 走攻守全てにおいて完璧な実力を持つチームの大黒柱。特に肩の強さは全キャラ中随一。曲がったことが大嫌いなので変化球を投げることは一切無いが、その直球の球威と球速は凄まじい。
- だて ゆうじろう - 強肩強打を誇る左翼手。チームの切り込み隊長。
- しのはら まきと - 二塁手。肩と打力が弱い。守備はまずまず。
- おおしま たいち- 三塁手。パワーが高く、守備もそれなり。
- つじどう まさむね - 遊撃手。長打力抜群で、守備もなかなか。
- なかにし はるな - 一塁手。足が遅く守備も悪いが、パワーはある。
- わかばやし もりお - 外野手。守備は苦手だが、足が速くてバントも上手い。
- ほし たかし - 右翼手。強肩俊足で守備も上手い。
- たけだ ふういちろう - 足が遅く守備も下手だが、抜群の打撃力を持つ代打の切り札。
- もりわき だいさく - 守備は上手い。
- あまのかわ りょう - パワーも根性も無いが、足は速い。
- なかじま かずま - 打力は低いが、守備はまずまず。
- おがさわら きんじ - 足が遅く打力も弱いが、守備は抜群に上手い。
- なみき つよし - 控えの投手。打撃は普通だが守備はなかなか。
- 監督 にしの あんず - 眼鏡をかけた元気な女性監督。
- マネージャー さくらざわ ふぶき - クールな美人マネージャー。
- 応援チアガール きりしま ゆうこ - 熱血行進曲にも登場。ごうだに想いを寄せる男勝りな女子。

### 谷花高校
野球部が無いため、サッカー部員で急遽作り上げたチーム。監督とマネージャーもサッカー部。サッカー仕込みのスピードと激しいスライディングなど、コンタクトプレーが特徴。野球は素人なのでバットとグローブの扱いには不慣れだが、ごだいの破壊力とよこおの投球術は要注意。
- ごだい すすむ - 棒術の達人だが今回は木刀を金属バットに持ち替えて出場。棒術の達人だけあって打撃力は凄まじく、足も速い。走攻守全てにおける中心選手。
- おおつか こうじ - 右翼手。足は速い。
- やら ひろまさ - 二塁手。足は速いが根性は無い。
- よこお ひでゆき - 投手。ストレートは速くないが、多彩な変化球と緩急で打者を翻弄する技巧派。
- ほくと げんいち - 外野手。打力はそこそこで足も速い。
- とよだ あきのぶ - 捕手。肩はまあまあ。
- よしだ しゅうへい - 打力はごだいに次ぐ。
- ひゅうが えいじ - 遊撃手。足が速い。また、足技の威力はごだいに匹敵する。
- みさわ きょういち - 足は速くないが打力はまずまずで、ライナー性の当たりが多い。
- さかもと ひであき - 全体的に実力不足だが根性はある。投球は全てクイックモーションだが球威がない。
- 監督 あしざわ しゅうと - 長髪の熱血監督。
- マネージャー こうさか あや
- 応援チアガール やまぐち みき

### 白鷹工業
参加校で唯一の男子校である。攻守に粗さが目立つが、パワーはそれなりにある（にしむら、なんば、たけうち、ねだち、せきがわは当時のテクノスジャパンのスタッフの名前である）。
- にしむら なりたか - トップクラスのパワーとワーストクラスの鈍足を併せ持つデブ。守備や肩も悪く、ミートも苦手なので少々使い勝手が悪い。投手としてはコントロールが致命的に悪く四死球連発で自滅するので、決してマウンドに上げてはならない。
- さわぐち やすお - 制球力だけならチーム内でも比較的まともな投手だが、球威と球速、根性の無さが難点。野次に対してもすぐビビってしまう。
- おうじ けん - 攻守走そろった貴重な野手。投手としての使い勝手は悪い。
- みたらい たけふみ - 一塁手。打力は酷いが足はまあまあ。
- けんどう かずお - 内野手。にしむらに次いて高い打力を持つ。チームで唯一根性がある選手。
- せんたに ふみや - 内野手。打力はまあまあ。
- たけうち しんや - 右翼手。根性は無いが、「根性打」や必殺守備「体で止める」が使える不思議な選手。
- なんば　やすいちろう - 外野手。打力はそこそこ。
- かど てるあき - これといった特徴の無い選手。
- ねだち かつゆき -『くにおくんの時代劇だよ全員集合』にも登場していた。体力はまあまあだが、それ以外は実力不足。
- せきがわ じゅん - 外野手。全体的に力不足。
- 監督 くさお みどり - 艶っぽい女教師。
- マネージャー こばし なおみ - 近隣の白鷹女子高校から派遣されて来てくれた生徒。
- 応援チアガール くらさわ るみ

### 霧雨実業
正体不明なチーム。主将の風丘は何故か先発メンバーに入っていない。根性がある選手が一人もいない。
- かざおか しろう - 自称関東の総番とのこと。風のように現れ、風のように去ると自称する選手。風を操って凡フライを長打にする必殺打法「ハリケーン」を持つ。野次に弱い。根性も無い。
- あおた じゅうぞう - 投手。左のサイドスローだが、球威は低い。
- かじもと けいいちろう - 平均的な実力。
- のぐち うこん - 肩が弱い以外は平均的な実力。
- おぐま ひでじ - 捕手。足が遅く根性も無いが、打撃はまあまあ。
- かんぬき じょう - 外野手。強肩で打撃もなかなか。
- おおおか みつる - 外野手。かんぬきに次ぐ実力者。
- こぶちざわ よしろう - 内野手。肩が弱く足も遅い。
- さくら きんたろう - 足が遅い。
- はなだ みちつな - 打力が低い。
- こだち せいじ - 打力と肩が弱い。
- すや なおき - 打力と肩が弱い。
- 監督 おおこうち じゅんざぶろう - 短髪・肥満体。
- マネージャー いちもんじ かなえ
- 応援チアガール はなしま えりこ

### 冷峰学園
監督はとうどう。メンバーも敵としておなじみの顔ぶれ。このタイトルに限り、ダブルドラゴン兄弟の顔グラフィックがオフィシャルイラストに近いものになっている。走攻守全てがそろった強豪。
- はっとり りゅういち - 主将。ダブルドラゴンの兄。左利きで茶髪。トップクラスの実力者。投球では「龍怒咆哮波」、打撃では「龍牙撃魔砲」が必殺技。
- はっとり りゅうじ -副将。ダブルドラゴンの弟。右利きで金髪。兄と同等の力を持つ実力者。投球では「降魔龍晶波」、打撃では「龍牙撃魔砲」が必殺技。
- おにづか たかし -強面の元冷峰学園生徒会長。足は遅いがパワフルな打撃は破壊力抜群。肩も強い。
- こばやし まさお - 冷峰四天王のトップ。やはり野球でも「実力はキャプテンクラス」の実力者。チーム内で気力が最も多い。日本人で唯一「プライド」打法が使える恐るべき選手。
- たいら きよふみ - 冷峰四天王の一人。打力はまあまあ。
- きのした ただし - 冷峰四天王の一人。打力はまあまあ。
- もちづき しゅん - 冷峰四天王の一人。トップクラスの走力。服部学園に弟がいる。
- はやさか りょうま - 内野手。際立った長所はないが、平均的な実力を持つ。チームでは地味な存在。
- おとなし きょうすけ - 内野手。やや実力不足気味。走塁時に「のーてんちょっぷ」が使える。
- ごとう せいじ - 外野手。足はまあまあ。
- くにたち こうしろう - 内野手。足はまあまあ。
- 監督 とうどう まもる - 主催者「とうどう こうのすけ」の一人息子であり、冷峰学園生徒会長。毎回色々な手で他校を潰そうとしてきた。
- マネージャー ごじょういん れいか - 大富豪の令嬢。尊大な性格のお嬢様。宝陵高校のごうだに恋心を抱く。
- 応援チアガール あいはら しずか - 熱血行進曲にも登場。温厚でのんびり屋な少女。

### 明暗高校
キャプテンは山田大樹。4人の個性的な選手がおり、なかなか侮れない。見て分かる通り、部員達の名前は「ドカベン」の「明訓高校」のパロディ。
- やまだ たいき - 実力は非常に高く全てにおいてハイレベルな選手。冷峰学園からの転校生。真面目にプレイすれば最強クラスの恐ろしい存在なのだが、性格は卑屈で必殺技もセコい選手。
- いわき こうじ - 凄まじいパワーで敵を粉砕する強打者。投手も出来るがノーコン。
- とのやま ゆう - 守備が抜群にうまく足も速い。打力が無いため、秘打「すくい上げ」はそれほど怖くは無い。投手もできるが球威は無い。
- さとなか さとし - アンダースローだがクイックモーションがうまく盗塁しにくい。変化球のキレが良く、「ホップ」を必殺技に持つ。
- やまおか いそろく - 外野手。守備と根性が弱い。
- いしげ たけお - 内野手。肩は強い。
- たこた しょういち - 外野手。守備と根性が弱い。
- かみしま ぜんぞう - 外野手。根性がない。
- きだ まなぶ - 実力不足だが、投打に必殺技を持っている。
- なぎさ ようじろう - 投手と野手どちらの面でもそれなりの実力を持つ。
- たかしろ けんご - 平均的な実力を持つ。
- 監督 みずしま
- マネージャー みなみ なつみ - 山田にせこいことをしないようにと釘を刺すしっかり者。
- 応援チアガール みずはら あい

### 黒龍山学院
メンバーは9人ギリギリ、ピッチャーもたった1人という背水の陣で臨む崖っぷちチーム。しかし結束力は非常に固く、全員が筋金入りのド根性を持っている。
- むらた ももじ - マサカリ投法から繰り出される速球・変化球とも大会屈指の威力。モーションが大きく盗塁されやすい。
- にし しゅういち - 俊足強肩で好守。
- せのお かずいち - 守備とバントが上手い技巧派の選手。
- やぶない たかのり - 堅守の内野手。両打ち。
- やざわ えいいち - 攻走守そろったチームの柱。
- つるぎ しん - 足は速くないが打撃力は凄まじい。
- マイク ヘンリー - 粗さが目立つがパワーは抜群。外国人だが野次が効く。
- しゅう としひろ - 強肩、堅守で打撃もまずまず。
- もりた たけし - 俊足の選手。守備や肩も良い。
- 監督 ひうら
- マネージャー じょう さゆり
- 応援チアガール くるみざわ ゆか

### 夢園商業
女子が多い学校。チームにも女子選手が2人いるが、男女ともに実力派がそろう。初期設定では主将のだいもんじが先発メンバーに入っていない（はせがわ、いずみやま、なかつは当時のテクノスジャパンのスタッフの名前である）。
- だいもんじ ごろう - 足は非常に遅いが、投打で持ち前のパワーを発揮する。
- さわむら みちこ - 体力は低いが、男以上の凄まじい実力を持つ左のアンダースロー投手。「みちこボール」など3種類の必殺投球を持つ。女性選手なので、気力回復アイテム「いやらしぼん」「のーかっとのほん」を使うと逆に気力が減ってしまう。
- やぶき しょう - 俊足で守備も上手い内野手。
- キム ヨンチェ - 俊足強肩の外野手で、打力もまずまず。外国人だが野次が効く。
- はせがわ だいさく - 投打共にカーブのスペシャリスト。実力は高いが根性が無いのが欠点。
- よいち きゅうどう - 長打力抜群のスイッチヒッター。強肩俊足も併せ持つ。
- まゆづき ひろし - 野手としてはよいちと同等の実力者であり、投手もこなせるオールラウンダー。
- うんの たつひと - 守備が上手く、安定感のある選手。
- いずみやま たけひさ - 器用貧乏の感はあるが、全ポジションをこなし、投手でも様々な球種を操る。
- ながぶち きゅういち - 打力はなかなか。「カーブキラー」を持っている。不用意に変化球を投げるとスタンドまで運ばれることも。
- そらち まいこ - 守備が抜群に上手い。リリーフ向きの投手。女性選手なので、気力回復アイテム「いやらしぼん」「のーかっとのほん」を使うと逆に気力が減ってしまう。
- よこやま かずとし - 粗さが目立つがパワーはある。
- なかつ えいいちろう - 平均的な実力を持つ。投手としてはそこそこだが、変化球が多い。
- 監督 みずもり - 爽やかな中年監督。
- マネージャー れみ
- 応援チアガール もりした マリア

### 愛然商業
体力と打力が総じて低いが、守備と根性はまずまず。一見何でもないチームだが、「いのり」が通じた時は強烈。「神」や「愛」など、縁起物を名前に冠する。
- おおぐろ すなお - 足は遅いが打撃はまずまず。かみやほどではないが、投手もできる。
- かみや ひでき - 多彩な変化球はどれもキレ抜群で制球も非常に良い。必殺投球「いのり」はどんな強打者も封じる。
- こうだ まさみ - 足が速くバットコントロールも巧い。
- さんぼう かねと - バントがうまく、守備もまずまず。
- すみよし としひろ - 打力は低いが、「根性打」が使える。
- かみやま はやと - 足が速い。チーム唯一の右打者。打力はおおぐろに次ぐ。
- つるかめ ちょうすけ - 打力は低いが守備は上手い。
- あいだ りん - 「いのり」打法の使い手。
- うめみや ふとし - 「いのり」打法の使い手。
- たけした あたる - 「いのり」打法の使い手。体力が低く、足はそこそこ速い。
- まつおか ばんり - 「いのり」打法の使い手。体力は非常に低いが、足はそこそこ速い。
- 監督 いせ
- マネージャー おがわ みちよ
- 応援チアガール おかじま まり

### 服部学園
ダブルドラゴン兄弟の父親が理事長を務める忍者学校。身体能力が高く、俊足の選手が非常に多い。初期設定では主将のつげが先発メンバーに入っていない。
- つげ らいじ - 恐るべき身体能力を誇る主将で投打の大黒柱。両投両打。持ち球は少ないが、どれも決め球になる球威を持つ。宝陵・むらさきと因縁があるらしい。
- もちづき つかさ - 冷峰・もちづきの弟。まだ1年なのでパワーは無いが、足の速さは超人的。
- にのくるわ やすけ - もちづきに匹敵する超俊足の持ち主。
- やまもと かんた - 守備がうまい。
- いがさき えいじゅん - 打力はまずまず。
- きど はづき - 左投げの俊足遊撃手。身体能力抜群。
- さなだ らんまる - 両投両打。手裏剣のように腕をグローブ側から体の外側に振る変則投法が持ち味。シュートは普通の投手と同じく投げる腕の方に曲がる。両投げのため変幻自在の投球ができる。投手だが足が非常に速くミートも上手い。
- たらお むさし - 「パワー」打法は威力がある。
- こうやま たもつ - 俊足強肩。
- みくも きょうしろう - 俊足強肩。
- さだ とびまる - チーム内では守備がわずかに劣るが、足の速さは一級品。
- せき きいち - 俊足強肩。「きあい打」が使える。
- 監督 ふじばやし - 白髪の総髪・眼帯。
- マネージャー しのぶ
- 応援チアガール きりがくれ あおい

### 全米チーム
打撃・投球・守備・走塁どれもトップクラスの選手がそろい、日本語が通じないので野次も効かない。
- ランス ターナー - 主将。パワー・テクニック・スピード、そして投手としてもほぼ完璧な実力を持つ。
- クリート ボウマン - ほぼ完璧な実力を持つ。
- オビー テイラー - 他のメンバーよりパワーと根性がないが、それでも高い実力を持つ。
- ゴードン バーバー - 守備は粗いが、驚異的なパワーを持つ。強肩で足も速い。
- ブレット マスターズ - 守備・走塁は苦手だが、パワーはすさまじい。
- ゴーファー アンドリュース - ほぼ完璧な実力を持つ。ピッチャーではバグ技がある。
- フラッシュ ハンター - 足はそれほど速くないが、全選手中で最高の打力。守備も上手い。
- ライアン サンダース - トップクラスの俊足と強肩、それ以外も完璧な実力。
- テューク オブライエン - 多彩な必殺投球を操るエース。投手で9番打者なので打撃は他のメンバーより弱いが、それでも必殺打法「強打」があり侮れない。
- ヒーター バーンズ - 控えながら、ほぼ完璧な実力を持つ。
- トリー スナイダー - 他のメンバーには譲るが、かなりの実力者。
- スライダー ドーリー - 球は速くないが、4種類のスライダーを操る。体力も豊富。野手としては打力は無いが足と守備は良い。
- アレックス ハーパー - 俊足強肩でパワーも高いが、根性が無い。
- デニー マッケイ - 4種類のシンカーをはじめ変化球のキレが良い。打力は低いが「強打」を持つ。
- リッチ キーン - 守備は下手だが打撃力はすさまじい捕手。
- 監督 イワモト - 日系人。初老、褐色の肌にサングラス。
- マネージャー クリッシィ
- 応援チアガール タウニィ スプレイグ

## その他
- あさの りか - 熱血高校の元野球部マネージャー。甲子園に出場できなかったショックで入院している。
- とうどう こうのすけ - 藤堂グループ総帥。野球大会を主催する。昨今のクリーンな「お嬢様野球」に憂いを感じている。
- はせべ かずみ - 冷峰学園3年。今回は実況を担当する。
- そのかわ かおる - 千里台高校2年。オープニングとくにお加入時にわずかだが登場する。
- よこかわ りょうきち - 審判員。優しい性格で打者泣かせといわれる。
- そうだ いわお - 審判員。厳格な判定を下すといわれる。
- たかお しんいち - 審判員。若い頃は剛速球投手だったが肩を痛め引退、審判に転身した。そのため速球投手に有利な判定をするといわれる。高めをストライクに取る。
- ちば ゆうさく - 審判員。判定が正確で、低めをストライクに取る。熱血高校の熱血教師「千葉真二」とは無関係。

## 音楽
本作のサウンドトラックは『熱血高校サウンド部SFC編』としてクラリスディスクより2015年5月30日に発売された。このサウンドトラックには本作の他に『初代熱血硬派くにおくん』（1992年）、『くにおくんのドッジボールだよ全員集合!』（1993年）、『新・熱血硬派くにおたちの挽歌』（1994年）、『くにおのおでん』（1994年）の音楽も収録されている。さらに、本作のみのサウンドトラックが2016年6月27日よりダウンロード販売にて配信された。

## 他機種版
| No. | タイトル                                                  | 発売日            | 対応機種                            | 開発元 | 発売元                 | メディア                                       | 型式 | 備考                             |
| --- | --------------------------------------------------------- | ----------------- | ----------------------------------- | ------ | ---------------------- | ---------------------------------------------- | ---- | -------------------------------- |
| 1   | テクノス ザ・ワールド くにおくん & アーケードコレクション | INT 2025年4月24日 | PlayStation 5 Nintendo Switch Steam | -      | アークシステムワークス | ダウンロード Switch専用ゲームカード UHD BD-ROM | -    | 海外ではオリジナルの翻訳版を配信 |

## スタッフ
- プログラム：南波靖一郎、酢屋直樹、西村成孝、福原元栄、大日方忠道、松本康宏、T.SAITO、Y.OKADA、吉田まさかず
- 背景グラフィック：泉山武久
- キャラクターグラフィック：並木毅、白井誠、中津英一朗
- 音楽：CUBE、飯塚千晶、上原麗子、片岡清美
- 効果音：浦部拓
- サウンド・プログラム：ロバート・C・アシュワース
- パッケージ・イラストレーション：金物昌人
- スペシャル・サンクス：金久保勇、緒方孝治（KON）、H.SATO、片桐まさみち、石黒誠一郎、おかもとこうせい、今川伸浩、谷口学、小澤隆之、なかむらかつひろ、もりたくと、M.HOSAKA、SHIRAKO、竹内信哉
- ディレクター：もけけ.SEKIMOTO（関本弘之）

## 評価
ゲーム誌『ファミコン通信』の「クロスレビュー」では7・5・5・5の合計22点（満40点）、『ファミリーコンピュータMagazine』の読者投票による「ゲーム通信簿」での評価は以下の通りとなっており、20.0点（満30点）となっている。また、1998年に刊行されたゲーム誌『超絶 大技林 '98年春版』（徳間書店）では、「このシリーズならではの過激なアクションは健在。殴る、蹴る、野次を飛ばすなど、普通の野球ゲームとは一味ちがったプレイが楽しめる」と紹介されている。
| 項目 | キャラクタ | 音楽 | お買い得度 | 操作性 | 熱中度 | オリジナリティ | 総合 |
| 得点 | 3.8        | 3.5  | 3.2        | 2.9    | 3.2    | 3.5            | 20.0 |